# Trichoglossus capistratus

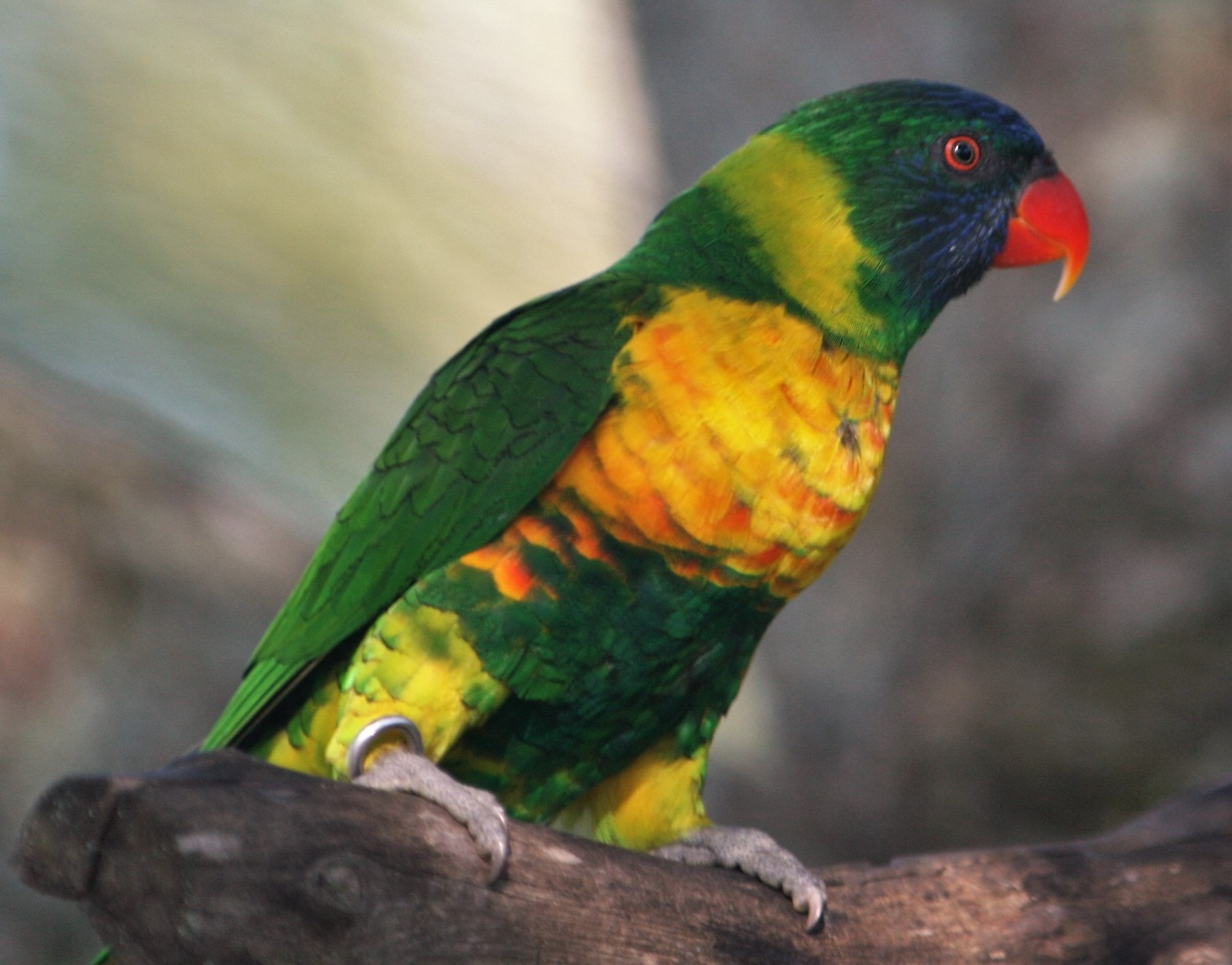
Lóri-de-veste-amarela (Trichoglossus capistratus) do Lion Country Safari, na Flórida, Estados Unidos.

O lóri-de-veste-amarela (Trichoglossus capistratus) é uma espécie de papagaio que é endêmica das ilhas do sudeste asiático de Sumba, Rote, Wetar e Kisar (Indonésia e Timor-Leste). Anteriormente, foi considerado uma subespécie do lóri-arco-íris, mas após uma revisão em 1997, é cada vez mais tratado como uma espécie separada.
No geral, o lóri-de-veste-amarela se assemelha ao arco-íris desbotado do lóri-de-peito-escarlate, com o azul na cabeça não tão fortemente demarcado e o peito variando de amarelo alaranjado a amarelo. Além das subespécies nomeadas de Timor, inclui a subespécie fortis ("Lóri-de-edward") de Sumba e flavotectus ("lóri-de-wetar") de Wetar. Habita a borda de floresta primária, floresta secundária, matas e plantações em altitudes abaixo de 500 m (1.600 ft). em Timor, mas pelo menos até 950 m (3.120 ft) em Sumba. Permanece bastante comum, mas sua distribuição relativamente pequena pode causar preocupação futura.